# Cristianne Fridman
Cristianne Fridman (Rio de Janeiro, 8 de maio de 1961) é uma escritora, roteirista e jornalista brasileira. Criadora de diversas obras como Chamas da Vida, Vidas em Jogo, Vitória, onde abordou o neonazismo no Brasil, e Topíssima, onde falou sobre o tráfico de drogas.

## Carreira
Formada em Comunicação Social com habilitação em Jornalismo, Cristianne foi crítica literária no Jornal do Comércio entre 1984 e 1995 e fez mestrado em Português/Literatura na PUC no Rio de Janeiro. Trocou sua dissertação de mestrado pela oficina de roteiristas da Globo. Já atuou na Rede Globo, SBT e RecordTV, onde foi responsável por três das telenovelas de maior sucesso da emissora: Bicho do Mato, Chamas da Vida e Vidas em Jogo. Em 2014 escreveu Vitória, que abordava o neonazismo no Brasil.

## Obras
| Ano       | Trabalho                          | Emissora | Escalação               | Parceiros titulares                  |
| --------- | --------------------------------- | -------- | ----------------------- | ------------------------------------ |
| 1996–1997 | Dona Anja                         | SBT      | Autora principal        |                                      |
| 2000–2001 | Gente Inocente                    | TV Globo | Roteirista              |                                      |
| 2001      | Malhação (8.ª temporada)          | TV Globo | Colaboradora            | Andréa Maltarolli (autora principal) |
| 2002      | Coração de Estudante              | TV Globo | Colaboradora            | Emanuel Jacobina (autor principal)   |
| 2003      | Malhação (10.ª temporada)         | TV Globo | Colaboradora            | Ricardo Hofstetter (autor principal) |
| 2005      | Essas Mulheres                    | Record   | Colaboradora            | Marcílio Moraes (autor principal)    |
| 2006–2007 | Bicho do Mato                     | Record   | Autora principal        | Bosco Brasil (co-autor)              |
| 2008–2009 | Chamas da Vida                    | Record   | Autora principal        |                                      |
| 2011–2012 | Vidas em Jogo                     | Record   | Autora principal        |                                      |
| 2014–2015 | Vitória                           | Record   | Autora principal        |                                      |
| 2017      | O Rico e Lázaro                   | Record   | Colaboradora            | Paula Richard (autora principal)     |
| 2019      | Jezabel                           | Record   | Autora principal        |                                      |
| 2019      | Topíssima                         | Record   | Autora principal        |                                      |
| 2019–2021 | Amor sem Igual                    | Record   | Autora principal        |                                      |
| 2026      | Vidas Paralelas                   | TV Globo | Autora principal        | Walcyr Carrasco (co-autor)           |
| 2026      | E Agora?Quem Vai Ficar Com Mamãe? | SBT      | Criadora e argumentista | Alexandre Teixeira (autor principal) |